# Alfonso (Cavite)
Alfonso é um município de  primeira classe de renda municipal (d) na província Cavite, nas Filipinas. De acordo com o censo de 1 de maio  de  2020 possui uma população de 59 306 pessoas e 14 556 domicílios.